# Роберт Страус
Роберт Шварц Страусс (19 жовтня 1918, Локхарт — 19 березня 2014, Вашингтон) — американський державний діяч. Посол США в СРСР і РФ (1991—1992).

## Життєпис
Народився в сім'ї єврейських іммігрантів з Німеччині. У 1941 році закінчив юридичний факультет Техаського університету. Там він подружився з майбутнім губернатором штату Джоном Конналлі.
Після закінчення університету вступив на службу в ФБР. Як розповідав політик згодом газеті New York Times, його робота полягала в тому, щоб стежити за комуністами. Після закінчення Другої світової війни оселився в Далласі, де заснував власну справу. Спочатку невелика компанія з часом перетворилася на міжнародну корпорацію.
У 1950-ті рр. був просунутий в сенат, а після деякого часу очолив банківську комісію Техасу. Незабаром був обраний головою Демократичного національного комітету. Потім очолив виборчу кампанію Джиммі Картера, яка увінчалася успіхом.
У 1977—1979 рр. торговий представник США, в травні — листопаді 1979 р посол з особливих доручень на Близькому Сході.
Після невдалої спроби Картера на переобрання в президенти США, повернувся до своєї юридичної практики, залишаючись при цьому і в період правління президентів Рональда Рейгана і Джорджа Буша-старшого, важливим політичним гравцем у Вашингтоні.
У 1991 році обіймав посади посла США в СРСР, а потім — в Російській Федерації. Як відзначав згодом його заступник Джеймс Франклін Коллінз, він «був справжньою політичною фігурою і мав дуже добрі стосунки з президентом і держсекретарем, що дозволяло йому домагатися того, чого не міг би домогтися професійний дипломат».